# Spotify Singles (Taylor Swift)
Spotify Singles è un EP della cantante statunitense Taylor Swift, pubblicato il 13 aprile 2018 dalla Big Machine Records.

## Tracce
1. Delicate (Recorded at The Tracking Room Nashville) – 3:48 (Taylor Swift, Max Martin, Shellback)
2. September (Recorded at The Tracking Room Nashville) – 3:07 (Al Mc Kay, Allee Willis, Maurice White)